# Arthur Melvin Okun
Arthur Melvin Okun (* 28. November 1928 in Jersey City, New Jersey; † 23. März 1980 in Washington, D.C.) war ein US-amerikanischer Wirtschaftswissenschaftler. Er war der Erste, der sich explizit mit dem Zusammenhang zwischen Arbeitslosenquote und Bruttoinlandsprodukt beschäftigte. Nach ihm ist das Okunsche Gesetz benannt.
Zwischen 1968 und 1969 war er Vorsitzender des Council of Economic Advisers, eines Gremiums, das den US-Präsidenten in Wirtschaftsfragen berät. Okun gilt als Begründer des Elendsindexes.
1969 wurde Okun in die American Academy of Arts and Sciences gewählt.